# Banjarwungu
Banjarwungu is een bestuurslaag in het regentschap Sidoarjo van de provincie Oost-Java, Indonesië. Banjarwungu telt 2661 inwoners (volkstelling 2010).